# Révolte des Huit trigrammes de 1813
La Révolte des Huit trigrammes de 1813 éclate en Chine sous la dynastie Qing. Cette révolte est organisée par certains éléments de la secte millénariste Tianli (天理教) ou secte des principes célestes. Il s'agit d'une branche de la Voie des Huit trigrammes (Bagua jiao); un terme recouvrant un ensemble de sectes influencées par celle du lotus blanc. Menée par Lin Qing (林清 ; 1770-1813) et Li Wencheng, cette révolte éclate dans les provinces chinoises de Zhili, du Shandong et du Henan.
En 1812, les dirigeants de la Voie des Huit trigrammes, annoncent que le chef Li Wencheng est un "vrai seigneur Ming" et déclarent 1813 comme étant l'année de la rébellion. Dans le même temps, Lin Qing, un autre chef de secte, déclare être l'incarnation de Maitreya, un Mahābodhisattva dont la venue sur terre est prophétisée dans plusieurs branches du bouddhisme. Pour faire savoir au plus grand nombre qui il prétend être, Lin utilise des bannières portant l'inscription "Enrôlé par le Ciel pour préparer la voie", en référence au roman populaire Au bord de l'eau. Ses fidèles pensent que Lin Qing est un envoyé de Wúshēng Lǎomǔ (無生老母 lit: "Vénérable mère non née"), la déesse supréme de plusieurs courants religieux syncrétistes chinois, destiné à chasser du pouvoir la dynastie Qing, qu'ils considèrent comme inapte à régner, car ayant perdu le mandat du Ciel.
Le troisième chef de la révolte est Feng Keshan, qui porte le titre de "Roi de la Terre", Li étant le "Roi des Hommes", et Lin le "Roi du Ciel".
Ce groupe obtient le soutien de plusieurs puissants Eunuques de la Cité interdite. Le 15 septembre 1813, les révoltés attaquent le palais impérial de Pékin. Les rebelles parviennent à pénétrer dans la ville et auraient peut-être même réussi à renverser les Qing si le prince Minning - le futur empereur Daoguang - n'avait pas utilisé son mousquet pour repousser les envahisseurs.
Cette rébellion est considérée comme étant similaire à celle organisée par la secte du Lotus Blanc (en), bien que les motivations des dirigeants du Lotus soient d'ordre religieux, tandis que ceux du Huitième Trigramme semblent plus intéressés par le pouvoir personnel.

## Histoire

### Organisation de la révolte

Les Huit trigrammes du Classique des changements, ou Yi Jing

Lin Qing (林清 ; 1770-1813), le chef de la révolte, est un arnaqueur qui enchaîne les petits boulots avant de prendre la tête d'une secte locale affiliée au Lotus Blanc. En 1811, il rencontre Li Wencheng, qui est également en train de prendre le contrôle d'un réseau de sectes similaires. À peu près à la même époque, le duo rencontre Feng Keshan, un artiste martial ayant des liens étroits avec des groupes d'arts martiaux situés dans une zone à cheval sur les provinces du Shandong, du Henan et du Zhili. Il a donc accès à un large réservoir de recrues pour la rébellion, bien qu'il s’intéresse beaucoup moins aux affaires religieuses que ses deux associés. Pour rassembler les différentes sectes sous ses ordres et ceux de Li Wencheng, Lin Qing se rattache à la Voie des Huit trigrammes, en fondant le courant Tianlijiao (天理教), qui est affilié à la branche Ligua  (☲) de cette "voie". Ces "Huit Trigrammes" sont un rassemblement de diverses sectes, dont le programme religieux et politique est tiré de diverses interprétations du Classique des changements, ou Yi Jing, et qui sont fortement influencées par la secte du lotus blanc.
Si Lin Qing et Li Wencheng sont aussi actifs à partir de 1811, c'est a priori à cause de l'apparition d'une comète particulièrement lumineuse dans le ciel Chinois cette année-là. Si les Qing affirment que cette comète est un présage de grande gloire pour la dynastie, Lin et Li y voient un "présage favorable pour leur entreprise" de renversement de la dynastie. Pour préparer leur révolte, ils divisent leurs partisans en huit groupes, ou trigrammes, et recueillent des fonds en promettant aux donateurs qu'en retour, ils toucheront d'importants bénéfices après le succès de la rébellion : "Ils (les rebelles) ont promis que lorsque Li Wencheng se soulèvera, tous ceux qui auront donné de l'argent ou des céréales recevront des terres ou un rang officiel."
En juillet 1813, les principaux dirigeants des Huit Trigrammes se réunissent pour fixer une date pour la révolte. La sécheresse et les inondations qui frappent la Chine cette année-là, ainsi que la forte augmentation du prix du blé, les incitent à choisir le 15 septembre comme date appropriée pour le début de la révolte. En plus d'être une date située juste après la récolte, c'est aussi le moment où l'empereur Jiaqing doit quitter Pékin pour un voyage dédié à la chasse, de sorte que la Cité interdite sera peu gardée. Le plan est d'attaquer Jiaqing sur le chemin du retour vers Pékin, donc en dehors de la ville, et de l'assassiner,.
Li Wencheng doit organiser un soulèvement à Huaxian et marcher vers le nord pour rassembler le plus d'adeptes possible et converger à Pékin, avec Lin Qing.
Mais les hauts fonctionnaires de Pékin sont mis au courant des rumeurs qui courent sur cette future révolte et arrêtent Li Wencheng le 2 septembre. Après son arrestation, Li est torturé, mais ses partisans réussissent à entrer par effraction dans sa prison et à le libérer avant qu'il ne soit blessé trop gravement par ses bourreaux. Cet événement force les rebelles à avancer la date de la révolte, et, dès le 6 septembre, ils commencent à rassembler des armes. Les partisans des Huit Trigrammes prennent rapidement le contrôle des villes de Huaxian, Caoxian et Dingtao, situées dans le sud de la province de Zhili et au Shandong.

### Attaque de la Cité interdite
Même s'il n'y participe pas personnellement, c'est Lin Qing qui dirige l'attaque de la Cité interdite. Avant le début de l'assaut, 250 rebelles se cachent dans des boutiques situées à l'extérieur des portes Est et Ouest du palais. Pour guider ses hommes dans le dédale des couloirs de la Cité, Lin enrôle plusieurs eunuques du palais. Pour se reconnaître entre eux, les hommes de Lin nouent un tissu blanc autour de leur tête et de leur taille. Armés de couteaux et de barres de fer, ils prévoient d'entrer dans la Cité interdite à midi, lorsque les gardes prennent leur repas. De plus, l'empereur Jiaqing se trouve à moins de cinquante miles des murs de la ville.
Ce plan ne réussit qu'à moitié et seulement environ quatre-vingts rebelles réussissent à franchir les portes du palais avant qu'elles ne soient fermées. Des combats éclatent rapidement, lorsque les Mandchous réalisent que certains des assaillants ont réussi à passer les portes. C'est à ce moment que le Prince Minning prend part aux combats et utilise son mousquet pour blesser un rebelle et en tuer un autre,.

### Conséquences
Les rebelles, ayant perdu l'avantage de la surprise, font demi-tour et s'enfuient. Sous la direction du Prince Ti, les Princes Cheng, Mianzhi, Mianning, des officiers de la brigade de la garde impériale et des eunuques restés fidèles à l'empereur se lancent à la poursuite des fuyards.
Si la bataille de la Cité Interdite prend rapidement fin, plusieurs milliers de partisans des Huit Trigrammes continuent d'assiéger plusieurs villes depuis leur quartier général de Huaxian, dans la province du Henan, et ce pendant plusieurs mois. Ce n'est que le 1er janvier 1814 que les troupes fidèles aux Qinq arrivent finalement sur place et éliminent les rebelles.
Li Wencheng et 4000 fidèles des Huit Trigrammes se replient alors sur Huixian, où ils se retranchent. Très vite, les Qing assiègent la ville, et Li se suicide en s'immolant par le feu avant la fin du siège. Sa femme, Li Zhangshi, défend Huaxian jusqu'à l'année suivante, date à laquelle elle se pend lors de la chute de la ville.
Au cours de la bataille de la Cité interdite, trente et un rebelles sont tués et quarante-quatre capturés vivants. Mais avant la fin des combats, les rebelles ont tué ou blessé plus de cent personnes dans le palais. Lorsque le gouvernement achève de réprimer la révolte, on estime que plus de 20 000 membres des Huit Trigrammes ont été tués. En tout, on estime que 70 000 personnes sont mortes pendant cette révolte.

## Lectures pour approfondir
- Naquin, Susan. Millenarian Rebellion in China: The Eight Trigrams Uprising of 1813. Yale University Press, 1976.